# Die Legende der Prinzessin Kaguya
Die Legende der Prinzessin Kaguya (jap. かぐや姫の物語, Kaguya-hime no Monogatari) ist ein Film des Studio Ghibli aus dem Jahr 2013. Er entstand unter der Regie von Isao Takahata und basiert auf der alten japanischen Erzählung Taketori Monogatari. Der Film wurde für den Oscar 2015 in der Kategorie „Bester animierter Spielfilm“ nominiert.

## Handlung
Der arme Bambussammler Okina (alter Mann) findet eines Tages einen leuchtenden Bambus. Darin findet er eine winzige Frau, die zu einem Baby wird, als er sie mit nach Hause nimmt. Gemeinsam mit seiner Frau Ōna (alte Frau) zieht er das schnell heranwachsende Findelkind auf, das sie Hime (Prinzessin) nennen. Da sie so schnell wächst wie ein junger Bambus, wird sie von den Kindern des Dorfes Takenoko genannt (Bambussprössling; Bambuskind). Takenoko freut sich ihres einfachen Lebens und freundet sich mit den anderen Kindern, vor allem mit dem Jungen Sutemaru an. Doch ihr Ziehvater findet Gold und Wertgegenstände in anderen Bambusstauden, was er als Aufforderung versteht, sein Ziehkind zur Prinzessin zu erziehen. So zieht er mit Takenoko und seiner Frau in ein Anwesen mit Dienerschaft in der Stadt. Dort wird dem Mädchen von einem weisen Alten der Name Kaguya gegeben. Sie soll wie eine Adelige aufwachsen, wird entsprechend von einer Benimmdame des japanischen Hofes erzogen und gekleidet. Nach einiger Zeit verbreitet sich die Nachricht über ihre Schönheit wie ein Lauffeuer, Kaguya wird von den Besuchen junger Edelmännern überrollt, die um ihre Hand anhalten möchten. Die heiratsunwillige Kaguya gibt den Eheanwärtern scheinbar unmöglich zu erfüllende Aufgaben, welche diese ernsthaft oder mit Tricks zu bewältigen versuchen. Doch Kaguya weist alle Verehrer zurück. Schließlich wird ihr bewusst, dass sie und all ihr Reichtum vom Mond abstammen. Dorthin muss Kaguya nun wieder zurück, ein Zug von Mondwesen, angeführt von Buddha, holt sie von der Erde ab und nimmt sie mit.

## Produktion und Veröffentlichung
Bei der Produktion von Studio Ghibli führte Isao Takahata Regie. Gemeinsam mit Riko Sakaguchi schrieb er auch das Drehbuch. Als Produzenten waren Toshio Suzuki und Yoshiaki Nishimura verantwortlich. Kenichi Konishi entwarf das Charakterdesign und war Animationsregisseur. Die Musik des Films stammt von Joe Hisaishi. Der Abspann wurde unterlegt mit dem Lied Inochi no Kioku (いのちの記憶) von Kazumi Nikaido. Laut Produzent Yoshiaki Nishimura wurde an dem Film acht Jahre lang gearbeitet.
Ursprünglich war die Premiere gemeinsam mit Wie der Wind sich hebt geplant, einem anderen Film des Studios im Jahr 2013. Doch wurde die Veröffentlichung verschoben und schließlich fand die erste Vorführung am 23. November 2013 in Japan statt.
Der deutsche Kinostart war der 20. November 2014.

## Synchronisation
| Rolle                   | japanischer Sprecher (Seiyū) | deutscher Sprecher  |
| ----------------------- | ---------------------------- | ------------------- |
| Prinzessin Kaguya       | Aki Asakura                  | Sarah Alles         |
| Bambussammler           | Takeo Chii/Yūji Miyake1)     | Uli Krohm           |
| Frau des Bambussammlers | Nobuko Miyamoto              | Kornelia Boje       |
| Sutemaru                | Kengo Kōra                   | Nico Sablik         |
| Lady Sagami             | Atsuko Takahata              | Sabine Falkenberg   |
| Prinz Ishitsukuri       | Takaya Kamikawa              | Dirk Bublies        |
| Prinz Kuramochi         | Isao Hashizume               | André Hennicke      |
| Me no Warawa            | Tomoko Tabata                | Friedel Morgenstern |
| Inbe no Akita           | Tatekawa Shinosuke           | Peter Groeger       |
| Ōtomo no Dainagon       | Ryūdō Uzaki                  | Erich Räuker        |
| Isonokami no Chūnagon   | Tamaki Kojō                  | Rainer Fritzsche    |
| Abe no Udaijin          | Hikaru Ijūin                 | Hans Hohlbein       |
| Kaiser                  | Shichinosuke Nakamura        | Gerrit Schmidt-Foß  |
| Ayabe no Uchimaro       |                              | Uwe Jellinek        |
| Ko                      |                              | Arne Kapfer         |
| Otsu                    |                              | Cosmo Clarén        |
| Hei                     |                              | Vicco Clarén        |
| Heis kleiner Bruder     |                              | Mathilda Zertani    |
| Ro                      |                              | Theresa Zertani     |
| Ha                      |                              | Saskia Tanfal       |

1) Takeo Chii verstarb während der Synchronisationsaufnahmen. Fehlende Dialogpassagen wurden von Yūji Miyake eingesprochen.
- Deutsche Fassung: Christa Kistner Synchronproduktion GmbH
- Dialogbuch und Regie: Erik Paulsen[6]

## Rezeption
Bis Mitte Dezember 2013 spielte der Film in Japan etwa 13 Mio. US-Dollar ein. In der Japan Times beschreibt Mark Schilling den visuellen Stil des Films als zunächst im Vergleich zu anderen Ghibli-Filmen unfertig wirkend, doch im Verlauf des Films entwickele sich der an alte japanische Tuschezeichnungen erinnernde Stil weiter und passe gut zum Inhalt. Isao Takahata erzähle die in Japan sehr bekannte Geschichte gut nach, doch seine eigene Aussageabsicht bleibt vage. Das Ende sei gespenstisch geraten und im Film insgesamt lägen „eine große Weisheit, aber auch eine große Traurigkeit.“